# Lucica
Lucica – dawna leśniczówka i smolarnia. Tereny, na których leżały, znajdują się obecnie na Białorusi, w obwodzie witebskim, w rejonie głębockim, w sielsowiecie Plisa.

## Historia
W czasach zaborów w powiecie dzisieńskim, w guberni wileńskiej Imperium Rosyjskiego.
W latach 1921–1945 leśniczówka i smolarnia leżały w Polsce, w województwie wileńskim, w powiecie dziśnieńskim, w gminie Plisa.
Według Powszechnego Spisu Ludności z 1921 roku zamieszkiwało tu 5 osób, wszystkie były wyznania rzymskokatolickiego i zadeklarowały polską przynależność narodową. Był tu 1 budynek mieszkalny. W 1931 leśniczówkę w 2 domach zamieszkiwało 90 osób, a smolarnię w 1 domu 7 osób.
Wierni należeli do parafii rzymskokatolickiej w Zadorożu i prawosławnej w Plissie. Miejscowość podlegała pod Sąd Grodzki w Głębokiem i Okręgowy w Wilnie; właściwy urząd pocztowy mieścił się w Plissie.